# 서수별 여단 목록
다음은 서수별 여단의 동음이의 문서를 모은 색인 목록이다.

## 서수별 목록

### 1 ~ 99
- 제1여단
- 제2여단
- 제3여단
- 제4여단
- 제5여단
- 제6여단
- 제7여단
- 제8여단
- 제9여단
- 제10여단
- 제11여단
- 제12여단
- 제13여단
- 제14여단
- 제15여단
- 제16여단
- 제17여단
- 제18여단
- 제19여단
- 제20여단
- 제21여단
- 제22여단
- 제23여단
- 제24여단
- 제25여단
- 제26여단
- 제27여단
- 제28여단
- 제29여단
- 제30여단
- 제31여단
- 제32여단
- 제33여단
- 제34여단
- 제35여단
- 제36여단
- 제37여단
- 제38여단
- 제39여단
- 제40여단
- 제41여단
- 제42여단
- 제43여단
- 제44여단
- 제45여단
- 제46여단
- 제47여단
- 제48여단
- 제49여단
- 제50여단
- 제51여단
- 제52여단
- 제53여단
- 제54여단
- 제55여단
- 제56여단
- 제57여단
- 제58여단
- 제59여단
- 제60여단
- 제61여단
- 제62여단
- 제63여단
- 제64여단
- 제65여단
- 제66여단
- 제67여단
- 제68여단
- 제69여단
- 제70여단
- 제71여단
- 제72여단
- 제73여단
- 제74여단
- 제75여단
- 제76여단
- 제77여단
- 제78여단
- 제79여단
- 제80여단
- 제81여단
- 제82여단
- 제83여단
- 제84여단
- 제85여단
- 제86여단
- 제87여단
- 제88여단
- 제89여단
- 제90여단
- 제91여단
- 제92여단
- 제93여단
- 제94여단
- 제95여단
- 제96여단
- 제97여단
- 제98여단
- 제99여단

### 100 ~ 199
- 제100여단
- 제101여단
- 제102여단
- 제103여단
- 제104여단
- 제105여단
- 제106여단
- 제107여단
- 제108여단
- 제109여단
- 제110여단
- 제111여단
- 제112여단
- 제113여단
- 제114여단
- 제115여단
- 제116여단
- 제117여단
- 제118여단
- 제119여단
- 제120여단
- 제121여단
- 제122여단
- 제123여단
- 제124여단
- 제125여단
- 제126여단
- 제127여단
- 제128여단
- 제129여단
- 제130여단
- 제131여단
- 제132여단
- 제133여단
- 제134여단
- 제135여단
- 제136여단
- 제137여단
- 제138여단
- 제139여단
- 제140여단
- 제141여단
- 제142여단
- 제143여단
- 제144여단
- 제145여단
- 제146여단
- 제147여단
- 제148여단
- 제149여단
- 제150여단
- 제151여단
- 제152여단
- 제153여단
- 제154여단
- 제155여단
- 제156여단
- 제157여단
- 제158여단
- 제159여단
- 제160여단
- 제161여단
- 제162여단
- 제163여단
- 제164여단
- 제165여단
- 제166여단
- 제167여단
- 제168여단
- 제169여단
- 제170여단
- 제171여단
- 제172여단
- 제173여단
- 제174여단
- 제175여단
- 제176여단
- 제177여단
- 제178여단
- 제179여단
- 제180여단
- 제181여단
- 제182여단
- 제183여단
- 제184여단
- 제185여단
- 제186여단
- 제187여단
- 제188여단
- 제189여단
- 제190여단
- 제191여단
- 제192여단
- 제193여단
- 제194여단
- 제195여단
- 제196여단
- 제197여단
- 제198여단
- 제199여단

### 200 ~ 299
- 제200여단
- 제201여단
- 제202여단
- 제203여단
- 제204여단
- 제205여단

### 500 ~ 999
- 제501여단
- 제502여단
- 제503여단
- 제504여단
- 제505여단

## 같이 보기
- 사령부 목록
- 연대 목록 (군사)
- 여단 목록
- 사단 목록
- 군단 목록

| Disambiguation icon | 이 문서는 명칭이 같고 같은 종류에 속하는 여러 대상을 연결하는 색인 문서입니다. |